# Giáo hoàng Formôsô
Formôsô (Latinh: Formosus) là vị giáo hoàng thứ 111 của giáo hội Công giáo. Theo niên giám tòa thánh năm 1806 thì ông đắc cử Giáo hoàng vào năm 891 và ở ngôi Giáo hoàng trong 5 năm. Niên giám tòa thánh năm 2003 xác định triều đại của ngài kéo dài từ ngày 6 tháng 10 năm 891 cho tới ngày 4 tháng 4 năm 896.
Giáo hoàng Formosus sinh tại Ostia. Trước khi đắc cử làm Giáo hoàng ngài là Giám mục Portô. Nhờ lòng nhiệt thành của ông, dân tộc Bulgari đã trở lại Kitô giáo.
Ông bị Gioan VIII truất phế khỏi ngai vị Giám mục ở Porto và sau đó được Giáo hoàng Marinus, kế nhiệm của Gioan phục chức. Formosus có những tư tưởng rất khác biệt so với Guido Spoleto, ông bị Guido hăm doạ, vì tự nhận thấy mình bị áp lực nên ông tìm sự giúp đỡ từ Arnulf Carinthia.
Khi còn là hồng y, ông đã đội vương miện cho vua nước Ý, Arnolfo, sau trở thành hoàng đế nước Đức. Vì đức Formoso trao vương miện cho Arnulfo người Đức thay vì Lambert người Spoleta, ông vu cáo Formosus lên ngôi bất hợp pháp.

## Công đồng xác chết

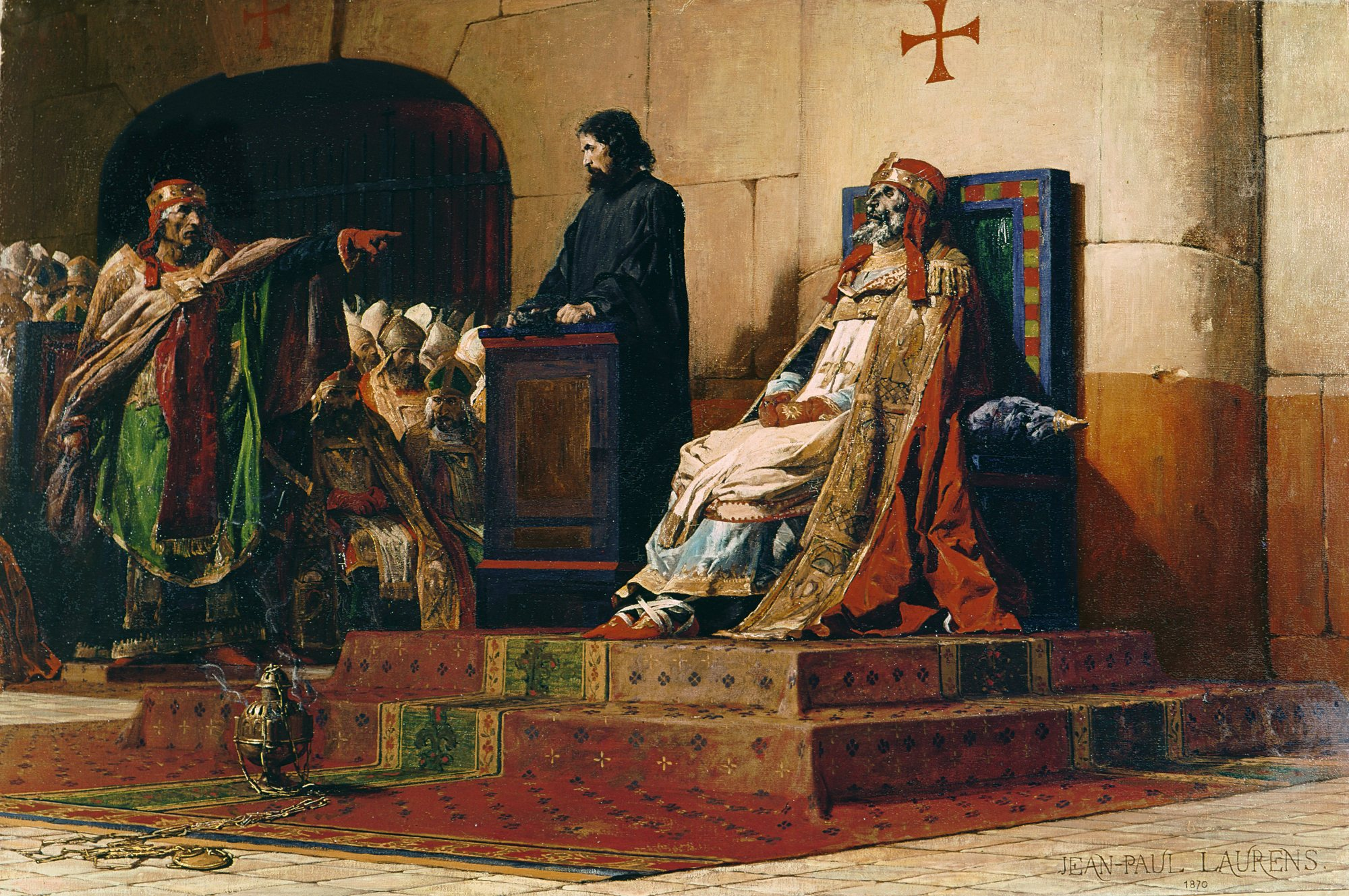
Công đồng xác chết

Sau khi ngài qua đời không lâu, tháng 1 năm 897, tất cả kẻ thù của ngài liên minh lại trả thù ngài một cách ghê gớm: xác chết của ngài bị quật lên khỏi mồ, đặt ngồi trên một chiếc ghế, để đại hội công đồng, do Tân Giáo hoàng Stêphanô VI, một trong những kẻ thù của ngài chủ trì, xét xử. Đây được gọi là "công đồng xác chết". Toàn bộ quá khứ của vị Giáo hoàng quá cố đều được khui ra; nào là những vụ phiêu lưu, âm mưu, thiếu sót đối với pháp luật... Một giáo sĩ, bị khủng bố, sợ chết điếng, trả lời thay mặt người chết, đã "thú nhận" hết mọi tội ác.
Thế là người ta cử hành lễ nghi giáng chức người chết, lột phẩm phục Giáo hoàng đã dính khắng vào thịt rữa, đến cả cái áo nhậm mà vị khổ hạnh này vẫn mặc bên trong cũng lột luôn. Người ta chặt các ngón tay phải của ông, với lý do là những ngón tay bất xứng đã từng giơ lên chúc phúc cho dân. Cuối cùng xác chết được giao cho quần chúng vứt xuống sông.
Dân chúng phẫn nộ, nổi dậy, Giáo hoàng Stêphanô VI bị lật đổ, bị bỏ tù, rồi bị siết cổ. Cố Giáo hoàng Formôsô được phục hồi danh dự, công vụ của "công đồng xác chết" bị huỷ bỏ. Sóng trên sông Tibrô đưa di hài Đức cố Giáo hoàng dạt vào bờ, người ta rước kiệu xác ngài vào đền thờ Thánh Phêrô, để đền tội. Tương truyền rằng cả đến các tượng các Thánh cũng cúi đầu chào kính, khi linh cữu đi qua.
Một năm sau vụ án này, một Công đồng được triệu tập quyết định rằng cấm đối xử tàn nhẫn với các Giám mục đang tham dự các hội nghị và cấm đưa đơn kiện những người đã chết. Ngoài ra, hai năm tiếp theo, với sự chủ trì của vị Hoàng đế La Mã mới, ba lần kế vị của các vị giáo hoàng mới đã minh oan cho Formosus và cuối cùng thi hài ngài được chôn cất theo đúng nghi thức của Vatican và chôn cất bên trong vương cung thánh đường Thánh Phêrô.